# Consejo para la Consolidación de la Democracia
El Consejo para la Consolidación de la Democracia fue un órgano asesor del expresidente de la República Argentina Raúl Alfonsín, que funcionó desde su creación en 1985 por decreto presidencial de Alfonsín hasta su disolución en 1989, días antes de la asunción de la Presidencia por Carlos Saúl Menem. Entre los temas que concentraron la atención del Consejo se encontraban la reforma constitucional, el traslado de la capital de la Nación, una nueva ley de radiodifusión y el Mercosur.

## Composición
El Consejo para la Consolidación de la Democracia estuvo integrado por figuras notables del ámbito cultural, intelectual y político argentino.
| Filiación                              | Miembro |
| -------------------------------------- | --- |
| Partido Justicialista                  | Oscar Albrieu Ángel F. Robledo Jorge A. Taiana |
| Unión Cívica Radical                   | Enrique Nosiglia |
| Movimiento de Integración y Desarrollo | Alfredo Vítolo |
| Partido Demócrata Cristiano            | José Antonio Allende Oscar Puiggrós |
| Movimiento Federalista Pampeano        | Ismael Amit |
| Partido Bloquista                      | Leopoldo Bravo |
| Partido Socialista                     | Raúl Dellepiane Guillermo Estévez Boero |
| Sociedad civil                         | Genaro Carrió (constitucionalista) René Favaloro (cardiólogo) Ricardo Flouret (militar) Julio H. G. Olivera (economista) Emma Pérez Ferreira (físico-matemática) Fernando Storni (sacerdote católico) María Elena Walsh (artista) Emilio Weinschelbaum (derechos humanos) |
| Coordinador                            | Carlos Santiago Nino |
| Asesores                               | Gabriel Bouzat Daniel Sabsay Marcelo Alegre Marcela Rodríguez Roberto Gargarella Miguel Ángel De Dios Marcela Gianzone Jorge Mayer Javier Sarán Julio Lotes Alberto José Robles Marta Ferreyra Carlos Espósito entre otros                                                |

## Producción
Produjo cuatro materiales que fueron publicados por Eudeba:
- Reforma constitucional: dictamen preliminar del Consejo para la Consolidación de la Democracia
- Reforma constitucional: segundo dictamen del Consejo para la Consolidación de la Democracia